# Райна Кюпева
Райна Кюпева е българска учителка от Македония.

## Биография
Родена е в централномакедонския български град Велес, тогава в Османската империя. В 1908 година завършва със XVII випуск Солунската българска девическа гимназия. Бяга в Свободна България и се установява в Горна Джумая (днес Благоевград). Там работи като учителка и е сред видните просветни деятелки в околията.